# Black Obelisk (banda)
Obelisco negro ( en ruso: Чёрный Обелиск   , Chorny Obelisk ) es una banda rusa de heavy metal fundada en 1986 por el bajista Anatoly Krupnov, quien murió en 1997. Diferentes trabajos y épocas de la banda oscilaron su estilo entre el hard rock y el thrash metal .

## Historia
La formación original estaba formada por Anatoly Krupnov (bajo, voz), Yuri Anisimov (guitarra), Mikhail Svetlov (guitarra) y Nikolay Agafoshkin (batería). Después de su primera actuación, se unieron a Moscow Rock-Lab . Svetlov pronto fue reemplazado por Yuri Alexeyev. Con Alexeyev, la banda lanzó el álbum en cinta Apocalypsis (1987). Svetlov se reincorporó a ChO el próximo año, reemplazando a Anisimov, y participó en el siguiente álbum Tsveti Zla (Flowers of Evil). El segundo álbum tuvo más éxito y la popularidad de la banda creció. Black Obelisk participó en el festival anual "Sound Track" de Moskovskij Komsomolets . Pero el continuo abuso de alcohol de Krupnov llevó a la banda al colapso en 1988, después de un incidente de lucha en Chişinău .Black Obelisk se reunió el 1 de agosto de 1990. El experimentado Sergey Komarov se convirtió en el nuevo baterista, y Svetlov pronto fue reemplazado por Vasily Biloshitsky. Pero la grabación del nuevo álbum se detuvo repentinamente después de que los criminales mataran a tiros a Komarov. Con Vladimir Yermakov como baterista, la banda grabó su tercer LP Stena (The Wall) y realizó una gira para apoyarlo.

Al año siguiente salió el álbum One More Day con letras en inglés. La versión rusa del álbum se lanzó en 1992, luego de muchos cambios en la formación: Biloshitsky fue reemplazado por Zhirnov y luego por Dmitry Borisenkov. Black Obelisk realizó una gira junto con Sepultura y Master . El álbum de 1994 Ya Ostayus (I Will Stay) fue el último álbum con la formación clásica. La adicción al alcohol y las drogas de Krupnov provocó nuevamente una crisis dentro de la banda. En 1996, Alexeyev se fue a EST, y luego Black Obelisk hizo una pausa. Krupnov intentó reunir a la banda una vez más, pero murió el 27 de febrero de 1997 en el estudio por una sobredosis de heroína, durante la sesión de grabación.
Black Obelisk reanudó su actividad en 1999, cuando Borisenkov, Yermakov y Svetlov se reunieron bajo el antiguo nombre. Borisenkov se convirtió en el vocalista y compositor principal. Daniil Zakharenkov se convirtió en el nuevo bajista de la banda. En 2000, el álbum, cuya grabación se inició en 1996, se completó y se lanzó al público con el nombre de Postalbum .
Black Obelisk permanece activo, aunque una nueva formación condujo a cambios estilísticos y letras menos "anarquistas" en los siguientes álbumes Pepel (Ashes), Nervi (Nerves) y Zeleny Albom (Green Album), escritos por Borisenkov. Dmitry también participó en la ópera de metal Elven Manuscript de Epidemia en el papel de Deimos, el señor oscuro.En 2009, lanzaron Черное Белое (Black & White), un sencillo de Internet. También pusieron las canciones "Черное-Белое" (Blanco y negro), "Вальс" (Vals), "Исход" (Éxodo) y "Прощай и прости" (Adiós y perdón) para su descarga gratuita en su sitio web oficial.

## Discografía

### Estudio
- «Апокалипсис» ( Apocalipsis, 1986)
- «Цветы Зла» ( Flores del mal, 1987)
- «Стена» ( El Muro, 1991)
- Un día más (1991)
- «Ещё Один День» ( One More Day, versión rusa, 1992)
- «Я Остаюсь» ( Me quedaré, 1994)
- «Пепел» ( Cenizas, 2002)
- «Нервы» ( Nervios, 2004)
- «Зелёный Альбом» ( Álbum verde, 2006)
- «Мёртвый сезон» ( Fuera de temporada, 2012)
- «Революция» ( Revolución, 2015).[1]
- «Х» (2018)
- «Discoteca 2020» (2019)

### En vivo
- «Апокалипсис Live» ( Apocalypse Live, grabado en 1986-1988/lanzado en 2006)
- «Последний концерт в Кишиневе» ( El último concierto en Chişinău, 1988)
- «Пятница 13» ( Viernes 13, grabado en 1992/lanzado en 2004)

### Sencillos
- «Жизнь После Смерти» ( La vida después de la muerte, 1990)
- «Песни для Радио» ( Canciones para la radio, 2000)
- «Когда-нибудь» ( Algún día, 2006)
- «Черное-Белое» ( Blanco y negro, 2009)
- «Вверх» ( Arriba, 2013)
- «Марш Революции» ( Marcha de la revolución, 2014)
- «Душа» ( Alma, 2014)
- «Ира» ( Ira, 2016)
- «Не имеет значения» ( No importa, 2016)
- «Осень» ( Otoño, 2016)
- «Осколки» ( Piezas, 2017)
- «Tени» ( Sombras, 2020)

### Video
- «20 и еще один день» ( 20 años y un día más, grabado en 1992-1993/lanzado en 2006)
- «Концерт в СDК МАИ» ( En vivo en CDK MAI, 2005)
- «Концерт в Днепропетровске (интернет релиз)» ( Live in Dnipropetrovsk (lanzamiento en Internet), 2010)[2]
- «9000 дней (интернет релиз)» ( 9000 días (lanzamiento de Internet), TBA)

## Integrantes
Actual:
- Dmitry Borisenkov - voz principal, guitarra (1992-1995, 1999-presente)
- Mikhail Svetlov - guitarra (1986, 1987-1988, 1990, 1999-presente)
- Daniil Zaharenkov - bajo, coros (1999-presente)
- Maxim Oleynik - batería (2011-presente)

Anterior:
- Anatoly Krupnov - voz, bajo (1986-1988, 1990-1997) - murió en 1997
- Yuri Anisimov - guitarra (1986-1987)
- Nikolay Agafoshkin - batería (1986-1988)
- Yuri Alexeyev - guitarra (1986-1988, 1990-1995, 1999-2000)
- Sergey Komarov - batería (1990) - murió en 1990
- Vasily Biloshitsky - guitarra (1990-1992)
- Igor Zhirnov - guitarra (1992)
- Vladimir Ermakoff - batería (1990-1995, 1999-2011)